# Kung Fu Panda 2
Kung Fu Panda 2 (eng: Kung Fu Panda 2) er en amerikansk tegnefilm fra 2011.
Po og hans venner skal stoppe en påfugl i at tage kontrol over Kina med et dødbringende nyt våben, men først skal Dragekrigeren konfrontere sin egen fortid.

## Handling
30 år før begivenhederne i den første film, er påfugleherskerne i Gongmen City tvunget til at eksilere deres eneste søn Lord Shen, efter at han dræber alle pandaerne i området for at afværge en profeti om, at en panda vil blive hans undergang. I dag begynder Lord Shen og hans hær af ulve at plyndre landsbyer efter metal. I mellemtiden nyder Po sin nye rolle som Kung Fu-mester sammen med Furious Five. Men Mester Shifu advarer Po om, at han endnu ikke har opnået ægte indre fred, og forsøger at træne ham i overensstemmelse hermed.
Da Wolf Boss angriber Musicians' Village, forsøger Po og Furious Five at stoppe ham. Det lykkes ham dog at flygte med det metal, de har stjålet. The Furious Five fortsætter til Shens kanonfabrik med den hensigt at ødelægge hele fabrikken. Men Po må ikke deltage yderligere, fordi de er bekymrede for, at hans manglende fokus vil få ham slået ihjel. Men han følger dem og konfronterer Lord Shen, ubevidst ødelægger planen og alle bliver fanget. Shen fortæller Po, at hans forældre hadede ham, og skyder ham derefter med en kanon.
Hårdt såret, men stadig i live, flyder Po ned ad en flod, inden han bliver reddet. Po opnår endelig sin indre fred, da han er i stand til at huske, hvordan hans far og mor døde for at redde ham som barn. Po vender tilbage til Gongmen City, hvor Shen sejler ned ad floden med sine kanoner og hær for at begynde invasionen af Kina. Po befrier The Five, og de forhindrer Shens styrker i at nå en havn. Shen affyrer kanonen og dræber nogle af sine egne ulve for at rydde vejen. Po og Sen ender snart i en bitter kamp mod hinanden.

## Medvirkende
| Rolle                     | Engelsk               | Dansk                |
| ------------------------- | --------------------- | -------------------- |
| Po                        | Jack Black            | Rune Klan            |
| Tiger                     | Angelina Jolie        | Mille Dinesen        |
| Mester Shifu              | Dustin Hoffman        | Søren Spanning       |
| Lord Shen                 | Gary Oldman           | Olaf Johannessen     |
| Abe                       | Jackie Chan           | Søren Hauch-Fausbøll |
| Knæler                    | Seth Rogen            | Jesper Pedersen      |
| Hugorm                    | Lucy Liu              | Puk Scharbau         |
| Trane                     | David Cross           | Christian Damsgaard  |
| Hr. Ping                  | James Hong            | Paul Hüttel          |
| Sandsigersken             | Michelle Yeoh         | Anne-Lise Gabold     |
| Ulvechef                  | Danny McBride         | Mads M. Nielsen      |
| Mester Stormende Okse     | Dennis Haysbert       | Jens Bruno Hansen    |
| Mester Krok               | Jean-Claude Van Damme | Max Hansen           |
| Mester Tordnende Næsehorn | Victor Garber         | Torbjørn Hummel      |